# Eusceloidia v-nigrum
Eusceloidia v-nigrum är en insektsart som beskrevs av Linnavouri 1954. Eusceloidia v-nigrum ingår i släktet Eusceloidia och familjen dvärgstritar. Inga underarter finns listade i Catalogue of Life.